# Cold Altair
Cold Altair (украјински језик: Холодний Альтаїр) је други студијски албум, а први ЕП украјинског бенда „The Hardkiss“ који је објављен 9. децембра 2015. године.

## Детаљи
Аутор насловнице је украјински уметник Денис Циперко, који учествује у развоју ликова за Марвел и Риот Гамес. Издата је ексклузивна серија штампаних мајица са овом сликом.

## Списак песама
ЕП садржи 8 песама, укупног трајања 31 минути и 11 секунди. На основу изворног материјала прикупљени су следећи подаци